# Skala Mistegnon
Skala Mistegnon är en ort i Grekland.   Den ligger i prefekturen Nomós Lésvou och regionen Nordegeiska öarna, i den östra delen av landet, 270 km nordost om huvudstaden Aten. Skala Mistegnon ligger 4 meter över havet och antalet invånare är 123. Den ligger på ön Lesbos.
Terrängen runt Skala Mistegnon är kuperad åt sydväst, men österut är den platt. Havet är nära Skala Mistegnon åt nordost.  Närmaste större samhälle är Mytilene, 13,4 km sydost om Skala Mistegnon. 